# Patrick Wessels
Patrick Wessels (Hoogeveen, 11 mei 1989) is een Nederlands acteur en cabaretier. Hij is vooral bekend geworden door zijn rol als Danny Rodenmaar in Het Huis Anubis. Ook speelde hij in de tweede film van de voorgenoemde serie, Anubis en de Wraak van Arghus.

## Filmografie

### Televisie
- 2008 - SpangaS - pester
- 2008 - Kinderen geen bezwaar
- 2008 - Keyzer & De Boer Advocaten
- 2009 - Het Huis Anubis - Danny Rodenmaar
- 2011 - Total Blackout - kandidaat
- 2014 - 112 noodoproep de echte verhalen - slachtoffer overval (reconstructie)

### Film
- 2009 - Anubis en de wraak van Arghus - Danny Rodenmaar
- 2010 - De gelukkige huisvrouw - Psychiatrisch patiënt.
- 2011 - The Bulldog - Jason Smith
- 2012 - De groeten van Mike! - Psychiatrisch patiënt.

### Theater
- 2006-2008 - Koos Matroos
- 2008-2009 - En ze leefden...
- 2010 - Sherlock Holmes een stervende detective

### Cabaret
- 2004-2008 - Tyùk
- 2009 - PTRCK I
- 2010 - PTRCK II

## Trivia
- Patrick Wessels heeft in 2008 en in 2009 een parodie gemaakt op de politieserie Baantjer. Deze parodie verscheen op YouTube met als naam: "Laantjer". Alle personages worden hierin gespeeld door Patrick zelf. Er zijn tot nu toe 3 afleveringen verschenen.